# سوزان مارشال
سوزان مارشال (بالإنجليزية: Susan Marshall)‏ هي مصممة رقص أمريكية، ولدت في 17 أكتوبر 1958.